# Jacques Salomon Hadamard
Jacques Salomon Hadamard (ur. 8 grudnia 1865 w Wersalu, zm. 17 października 1963 w Paryżu) – francuski matematyk.

## Życiorys
Jego nauczycielami byli m.in. Jules Tannery, Charles Émile Picard, Charles Hermite, Jean Darboux, Paul Émile Appell i Edouard Goursat.
W latach 1893–1897 profesor w Bordeaux, Sorbony (1897-1901), Collège de France (1901-1937), École Polytechnique (1912-1937), École Centrale des Arts et Manufactures w Paryżu. Od 1912 członek francuskiej Akademii Nauk, od 1920 członek zagraniczny Królewskiej Holenderskiej Akademii Sztuk i Nauk, a od 1956 członek PAN.
Zajmował się teorią liczb, mechaniką teoretyczną, geometrią, teorią poznania, teorią całkowitych funkcji analitycznych (funkcje harmoniczne), równaniami różniczkowymi i równaniami fizyki matematycznej (mieszane problemy brzegowe). Znany jest zwłaszcza ze swych prac z teorii liczb pierwszych.
Idee profesora Hadamarda miały duży wpływ na powstanie analizy funkcjonalnej. Jego podręcznik do geometrii dla szkół średnich tłumaczony był na wiele języków, w tym również na polski (1923) i rosyjski (Elementarnaja geometrija, Moskwa 1951). Inne znane publikacje to Psychologia odkryć matematycznych (wydanie polskie, Omega 1964).
Hadamard dał początek nowoczesnej teorii dualności, poszukując najogólniejszych
funkcjonałów liniowych ciągłych nad przestrzenią funkcji ciągłych określonych na pewnym zwartym przedziale.
Wykształcił wielu matematyków: Maurice’a Frécheta, Marca Krasnera, Paula Pierre’a Lévy’ego, Szolema Mandelbrojta, André Weila i Xinmou Wu.